# Premier League Darts 2011
De Whyte and Mackay Premier League Darts 2011 was een dartstoernooi, dat georganiseerd wordt door de Professional Darts Corporation. Het toernooi begon op 10 februari en de finale zal worden gespeeld op 19 mei 2011 in de Wembley Arena.

## Gekwalificeerde spelers
De top vier van de Order of Merit na het Wereldkampioenschap was automatisch geplaatst en werd vergezeld door vier wildcardwinnaars. Gebaseerd op de positie op de ranglijst op 5 januari 2011 en de vier wildcards kwalificeerden de volgende spelers zich:
| Speler                   | Aantal deelnames in de Premier League | Aantal deelnames op Rij | Beste resultaat                        | Huidige positie op de PDC Order of Merit |
| ------------------------ | ------------------------------------- | ----------------------- | -------------------------------------- | ---------------------------------------- |
| Phil Taylor              | 7e                                    | 7                       | Winnaar (2005, 2006, 2007, 2008, 2010) | 1                                        |
| Adrian Lewis             | 4e                                    | 2                       | Halve finale (2008)                    | 2                                        |
| James Wade               | 4e                                    | 4                       | Winnaar (2009)                         | 3                                        |
| Gary Anderson            | 1e                                    | 1                       | –                                      | 4                                        |
| Raymond van Barneveld WC | 6e                                    | 6                       | Halve finale (2006, 2007, 2008, 2009)  | 5                                        |
| Terry Jenkins WC         | 5e                                    | 5                       | Finalist (2007)                        | 6                                        |
| Simon Whitlock WC        | 2e                                    | 2                       | Halve finale (2010)                    | 7                                        |
| Mark Webster WC          | 1e                                    | 1                       | –                                      | 13                                       |

WC = Wildcard

## Speelsteden
| Londen             | Nottingham                   | Belfast                   | Exeter                   | Manchester                |
| ------------------ | ---------------------------- | ------------------------- | ------------------------ | ------------------------- |
| The O2 10 februari | Trent FM Arena 17 februari   | Odyssey Arena 24 februari | Westpoint Arena 3 maart  | M.E.N. Arena 10 maart     |
|                    |                              |                           |                          |                           |
| Glasgow            | Brighton                     | Cardiff                   | Aberdeen                 | Sheffield                 |
| S.E.C.C. 17 maart  | The Brighton Centre 24 maart | C.I.A. 31 maart           | A.E.C.C. 7 april         | Motorpoint Arena 14 april |
|                    |                              |                           |                          |                           |
| Birmingham         | Liverpool                    | Bournemouth               | Newcastle                | Wembley                   |
| N.I.A. 21 april    | Echo Arena 28 april          | B.I.C. 5 mei              | Metro Radio Arena 12 mei | Wembley Arena 19 mei      |
|                    |                              |                           |                          |                           |

## Uitslagen

### Groepsfase
Op 4 januari 2011 meldde de website van de PDC dat Phil Taylor zal spelen tegen Adrian Lewis op de eerste speeldag op 10 februari 2011.On January 12, the PDC's website released the fixtures.

#### 10 februari
The O2 Arena, Londen
|                                    | Score |                      |
| ---------------------------------- | ----- | -------------------- |
| [ 4 ]                              |       |                      |
| Mark Webster 100.49                | 8–3   | James Wade 86.79     |
| Gary Anderson 97.02                | 8–5   | Simon Whitlock 99.09 |
| Raymond van Barneveld 89.73        | 6–8   | Terry Jenkins 90.65  |
| Adrian Lewis 100.79                | 8–2   | Phil Taylor 90.54    |
| Hoogste uitgooi: Gary Anderson 120 |       |                      |

#### 17 februari
Capital FM Arena, Nottingham
|                                   | Score |                              |
| --------------------------------- | ----- | ---------------------------- |
| [ 5 ]                             |       |                              |
| Simon Whitlock 91.30              | 3–8   | Raymond van Barneveld 100.15 |
| James Wade 97.69                  | 8–6   | Adrian Lewis 99.09           |
| Phil Taylor 103.87                | 8–5   | Mark Webster 97.27           |
| Terry Jenkins 91.41               | 4–8   | Gary Anderson 102.21         |
| Hoogste uitgooi: Mark Webster 170 |       |                              |

#### 24 februari
Odyssey Arena, Belfast
|                                   | Score |                             |
| --------------------------------- | ----- | --------------------------- |
| [ 6 ]                             |       |                             |
| Gary Anderson 99.24               | 8–1   | Mark Webster 84.81          |
| Simon Whitlock 91.71              | 8–5   | James Wade 89.43            |
| Adrian Lewis 96.72                | 6–8   | Raymond van Barneveld 94.29 |
| Phil Taylor 98.46                 | 8–2   | Terry Jenkins 85.61         |
| Hoogste uitgooi: Adrian Lewis 170 |       |                             |

#### 3 maart
Westpoint Arena, Exeter
|                                  | Score |                      |
| -------------------------------- | ----- | -------------------- |
| [ 7 ]                            |       |                      |
| Terry Jenkins 92.39              | 1–8   | Simon Whitlock 99.29 |
| Mark Webster 110.19              | 8–2   | Adrian Lewis 103.27  |
| Gary Anderson 96.31              | 8–3   | James Wade 90.87     |
| Raymond van Barneveld 92.32      | 3–8   | Phil Taylor 95.64    |
| Hoogste uitgooi: 147 Phil Taylor |       |                      |

#### 10 maart
M.E.N. Arena, Manchester
|                                               | Score |                             |
| --------------------------------------------- | ----- | --------------------------- |
|                                               |       |                             |
| [ 8 ]                                         |       |                             |
| Terry Jenkins 98.18                           | 8–4   | Mark Webster 90.91          |
| Phil Taylor 103.95                            | 8–6   | Gary Anderson 99.16         |
| James Wade 90.95                              | 2–8   | Raymond van Barneveld 96.49 |
| Simon Whitlock 97.16                          | 2–8   | Adrian Lewis 101.83         |
| Hoogste uitgooi: James Wade, Adrian Lewis 136 |       |                             |

#### 17 maart
S.E.C.C., Glasgow
|                                            | Score |                    |
| ------------------------------------------ | ----- | ------------------ |
| [ 9 ]                                      |       |                    |
| Terry Jenkins 94.16                        | 6–8   | James Wade 85.86   |
| Raymond van Barneveld 100.98               | 8–4   | Mark Webster 96.40 |
| Simon Whitlock 96.35                       | 5–8   | Phil Taylor 103.33 |
| Gary Anderson 87.28                        | 3–8   | Adrian Lewis 88.18 |
| Hoogste uitgooi: Raymond van Barneveld 161 |       |                    |

#### 24 maart
The Brighton Centre, Brighton
|                                     | Uitslag |                      |
| ----------------------------------- | ------- | -------------------- |
| [ 10 ]                              |         |                      |
| Mark Webster 87.29                  | 2–8     | Simon Whitlock 98.44 |
| Adrian Lewis 93.88                  | 7–7     | Terry Jenkins 92.69  |
| Raymond van Barneveld 99.81         | 8–5     | Gary Anderson 92.26  |
| Phil Taylor 105.70                  | 8–1     | James Wade 94.00     |
| Hoogste uitgooi: Simon Whitlock 140 |         |                      |

#### 31 maart
C.I.A., Cardiff
|                  | Score |                       |
| ---------------- | ----- | --------------------- |
|                  |       |                       |
| James Wade       | 6-8   | Gary Anderson         |
| Simon Whitlock   | 8-3   | Terry Jenkins         |
| Phil Taylor      | 8-3   | Raymond van Barneveld |
| Adrian Lewis     | 8-1   | Mark Webster          |
| Hoogste uitgooi: |       |                       |

#### 7 april
A.E.C.C., Aberdeen
|                       | Score |                |
| --------------------- | ----- | -------------- |
|                       |       |                |
| Raymond van Barneveld | 5-8   | Simon Whitlock |
| Adrian Lewis          | 3-8   | James Wade     |
| Mark Webster          | 1-8   | Phil Taylor    |
| Gary Anderson         | 8-3   | Terry Jenkins  |
| Hoogste Uitgooi:      |       |                |

#### 14 april
Motorpoint Arena, Sheffield
|                       | Score |                |
| --------------------- | ----- | -------------- |
|                       |       |                |
| James Wade            | 8-5   | Simon Whitlock |
| Gary Anderson         | 8-1   | Mark Webster   |
| Terry Jenkins         | 2-8   | Phil Taylor    |
| Raymond van Barneveld | 8-3   | Adrian Lewis   |
| Hoogste Uitgooi:      |       |                |

#### 28 april
Echo Arena, Liverpool
|                                 | Score |                      |
| ------------------------------- | ----- | -------------------- |
| [ 11 ]                          |       |                      |
| Mark Webster 84.40              | 4–8   | Terry Jenkins 92.56  |
| Gary Anderson 96.54             | 3–8   | Phil Taylor 101.10   |
| Raymond van Barneveld 92.63     | 7–7   | James Wade 102.66    |
| Adrian Lewis 95.87              | 8–5   | Simon Whitlock 94.95 |
| Hoogste uitgooi: James Wade 138 |       |                      |

#### 5 mei
B.I.C., Bournemouth
|                                  | Score |                       |
| -------------------------------- | ----- | --------------------- |
|                                  |       |                       |
| Simon Whitlock                   | 7 - 7 | Mark Webster          |
| Gary Anderson                    | 4 - 8 | Raymond van Barneveld |
| Terry Jenkins                    | 3 - 8 | Adrian Lewis          |
| James Wade                       | 4 - 8 | Phil Taylor           |
| Hoogste uitgooi: 157 Phil Taylor |       |                       |

#### 12 mei
Metro Radio Arena, Newcastle
|                  | Score |                       |
| ---------------- | ----- | --------------------- |
|                  |       |                       |
| Adrian Lewis     | 7 - 7 | Gary Anderson         |
| James Wade       | 8 - 4 | Terry Jenkins         |
| Mark Webster     | 4 - 8 | Raymond van Barneveld |
| Phil Taylor      | 8 - 3 | Simon Whitlock        |
| Hoogste uitgooi: |       |                       |

### Play-Offs

#### 19 mei
Wembley Arena, Londen
|                                               | Score |                       |
| --------------------------------------------- | ----- | --------------------- |
|                                               |       |                       |
| Halve finale (best of 15 legs)                |       |                       |
| Adrian Lewis                                  | 8-3   | Phil Taylor           |
| Gary Anderson                                 | 8-6   | Raymond van Barneveld |
| Wedstrijd voor 3e/4e plaats (best of 15 legs) |       |                       |
| Phil Taylor                                   | 8-6   | Raymond van Barneveld |
| Finale (best of 19 legs)                      |       |                       |
| Gary Anderson                                 | 10-4  | Adrian Lewis          |
| Hoogste uitgooi:                              |       |                       |

## Tabel
| Pos | Naam                  | Gsp | G  | G | V  | LV  | LA  | +/- | HC  | Pts |
| --- | --------------------- | --- | -- | - | -- | --- | --- | --- | --- | --- |
| 1   | Phil Taylor (Q)       | 14  | 13 | 0 | 1  | 106 | 49  | +57 | 157 | 26  |
| 2   | Raymond van Barneveld | 14  | 8  | 2 | 4  | 95  | 77  | +18 | 161 | 18  |
| 3   | Gary Anderson (Q)     | 14  | 8  | 1 | 5  | 92  | 76  | +16 | 136 | 17  |
| 4   | Adrian Lewis          | 14  | 6  | 2 | 6  | 85  | 78  | +7  | 170 | 14  |
| 5   | James Wade            | 14  | 6  | 1 | 7  | 79  | 88  | −9  | 170 | 13  |
| 6   | Simon Whitlock        | 14  | 5  | 1 | 8  | 81  | 87  | −6  | 170 | 11  |
| 7   | Terry Jenkins         | 14  | 3  | 2 | 9  | 66  | 100 | −34 | 120 | 8   |
| 8   | Mark Webster          | 14  | 2  | 1 | 11 | 51  | 100 | −49 | 170 | 5   |

- Top 4 plaatst zich na speeldag 14 voor de play-offs
- NB: LWAT betekent Legs Won Against Throw. Als punten gelijk zijn wordt stand bepaald door +/-